# La Garde (Isère)
La Garde è un comune francese di 115 abitanti situato nel dipartimento dell'Isère nella regione dell'Alvernia-Rodano-Alpi.

## Società

### Evoluzione demografica
Abitanti censiti